# Johannes Müller (Mediziner)

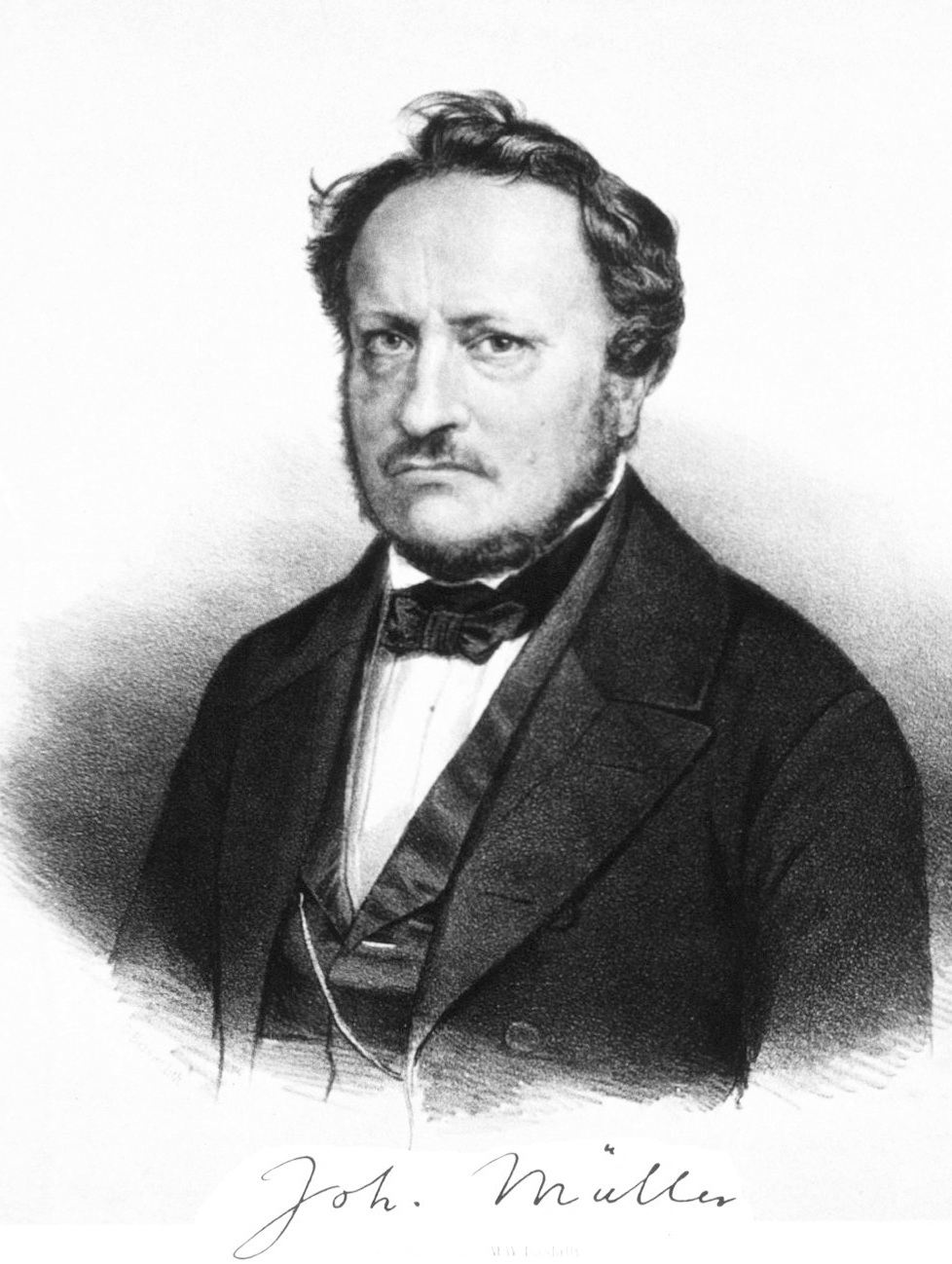
Johannes Müller

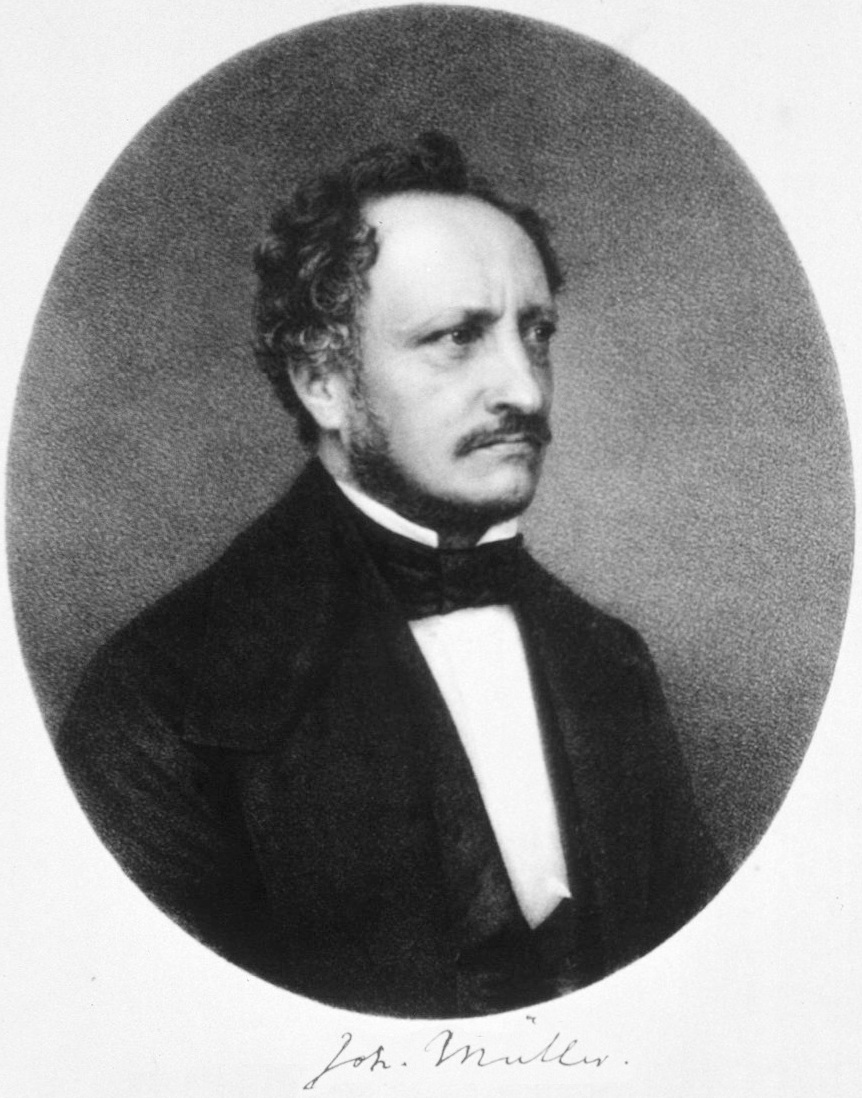
Johannes Müller, 1857

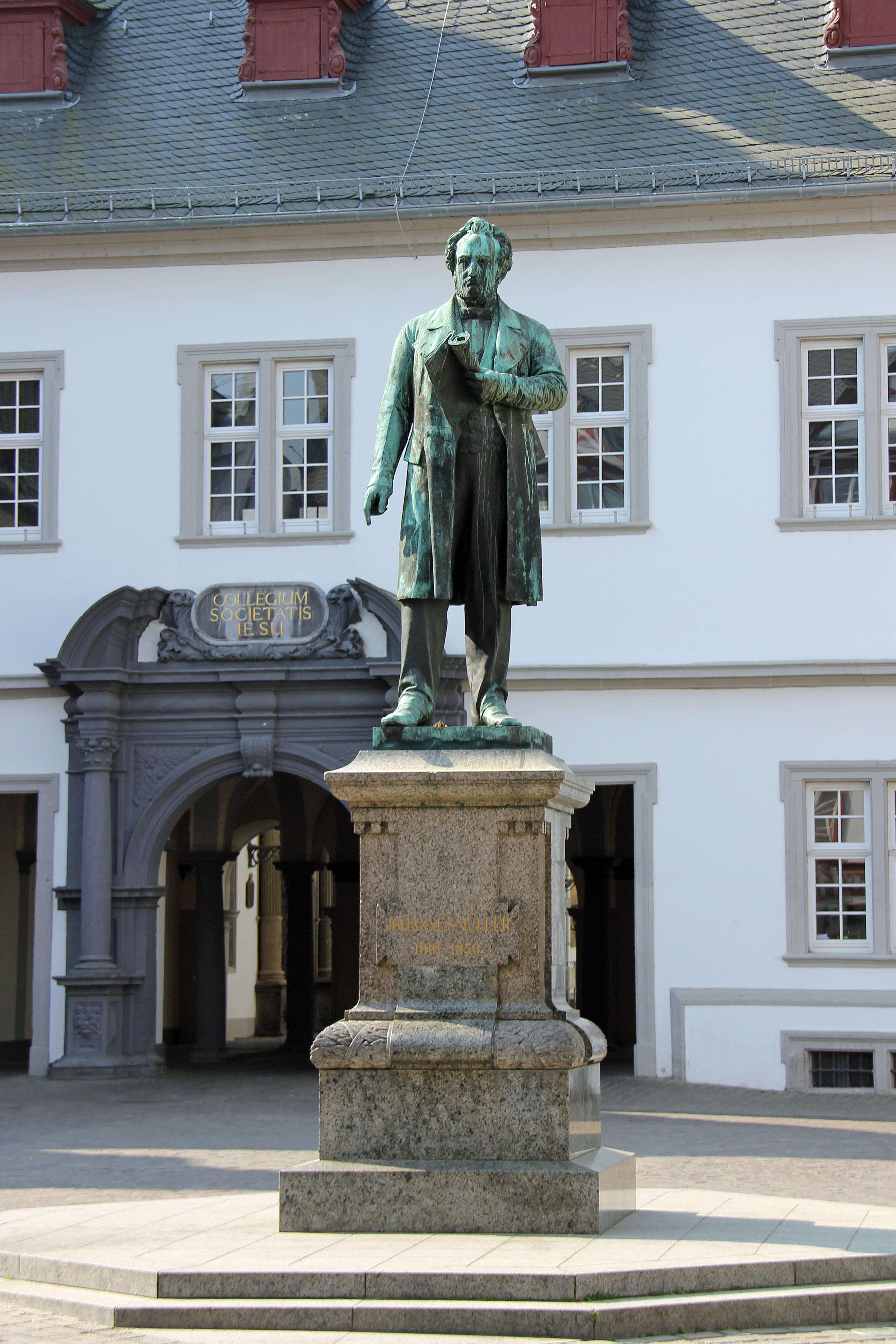
Johannes-Müller-Denkmal am Jesuitenplatz in Koblenz (Aufstellung 1899)

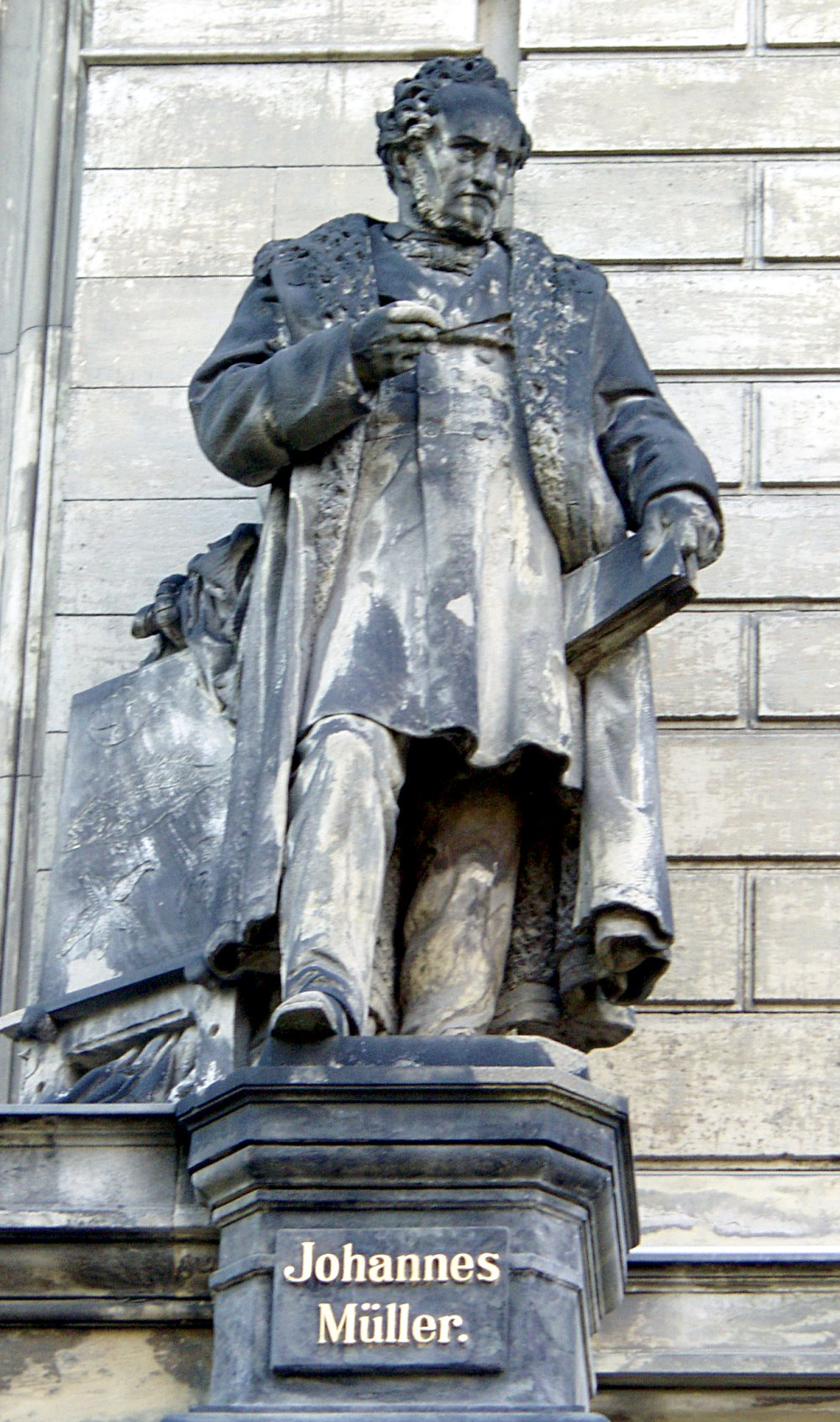
Müller-Standbild von Richard Ohmann, über dem Haupteingang zum Museum für Naturkunde in Berlin

Johannes Peter Müller (* 14. Juli 1801 in Koblenz; † 28. April 1858 in Berlin) war ein deutscher Mediziner, Physiologe und vergleichender Anatom bzw. Zoologe sowie Meeresbiologe und Naturphilosoph. Er befasste sich vor allem mit der Nerven- und Sinnesphysiologie, baute die Reflexlehre weiter aus und gilt als der bedeutendste deutsche Physiologe des 19. Jahrhunderts. Ab 1833 erschien sein Handbuch der Physiologie.

## Leben
In seinem Geburtsort besuchte Müller als Schüler von Joseph Görres das Gymnasium. Nach Beendigung der Schulzeit diente Müller ein Jahr bei den Pionieren in Koblenz, bevor er sich 1819 an der Bonner Universität für Medizin immatrikulierte. Dort war er u. a. Schüler des Anatomen und Physiologen August Franz Josef Karl Mayer.
Noch als Student erstellte er eine wissenschaftliche Arbeit über die Atmung des Fötus, die von der Universität preisgekrönt wurde und 1823 im Druck erschien. Müller schloss 1822 mit der Promotion ab und wechselte an die Universität Berlin, wo er die Vorlesungen des Anatomen Karl Asmund Rudolphi (1771–1832) besuchte. 1824 habilitierte Müller sich dann in Bonn für Physiologie und vergleichende Anatomie. In seiner Antrittsvorlesung entwarf er eine Leitlinie für Forschungen als Ausgangspunkt einer naturwissenschaftlich exakten Medizin. Im gleichen Jahr wurde er zum Mitglied der Leopoldina gewählt. 1826 erhielt er den Titel eines außerordentlichen Professors und wurde 1830 Ordinarius. Bereits während seiner Habilitation erschienen 1826 seine beiden umfangreichen Werke Zur vergleichenden Physiologie des Gesichtssinns und Über die phantastischen Gesichtserscheinungen. Trotz eines Rufs nach Freiburg blieb er bis 1833 an der Bonner Universität. Dann wurde er Nachfolger von Rudolphi in Berlin. Dort gab er von 1833/1840 sein berühmt gewordenes zweibändiges Handbuch der Physiologie heraus, das zu einem Welterfolg wurde. Er forschte grundlegend zur Neurophysiologie sowie zur Anatomie und Zoologie.
1847 wurde Müller als Ehrenmitglied (Honorary Fellow) in die Royal Society of Edinburgh aufgenommen. 1849 wurde er in die American Academy of Arts and Sciences gewählt. Er erhielt 1853 den Bayerischen Maximiliansorden für Wissenschaft und Kunst und 1854 die Copley-Medaille der Royal Society in London und den Prix Cuvier der Pariser Akademie.
In den letzten Lebensjahren wurde Müller immer wieder von Depressionen befallen. Am Morgen des 28. April 1858 wurde er in seiner Berliner Wohnung tot aufgefunden; seine Todesursache blieb unbekannt. Sein Schüler Rudolf Virchow hielt bei der Trauerfeier am 24. Juli 1858 in der Aula der Universität Berlin die Gedächtnisrede. Müller wurde auf dem Berliner St.-Hedwigs-Friedhof an der Liesenstraße beigesetzt. Das Grabmal ist nicht erhalten.
Sein Sohn Max wurde 1864 Leiter des St. Marien-Hospitals in Köln.
Ernst Haeckel setzte die von Müller in seinem Todesjahr veröffentlichte Arbeit zur Beschreibung der Strahlentierchen (Radiolarien) fort.

## Werk
Müller gilt als einer der großen Naturphilosophen des 19. Jahrhunderts. Sein Hauptwerk „von epochaler Bedeutung“ ist das Handbuch der Physiologie des Menschen für Vorlesungen, zwei Bände in drei Teilen (1833, 1834, 1840). Haeckel bezeichnete ihn als den „bedeutendsten deutschen Biologen des 19. Jahrhunderts“. Eine 1872 publizierte Zoologiegeschichte nennt ihn namentlich im Titel: Geschichte der Zoologie bis auf Joh. Müller und Charl. Darwin.
Müller begründete auch die Erforschung der im Meer treibenden Lebewesen, die er auf Zuraten von Jacob Grimm Auftrieb nannte (heute auf Vorschlag Victor Hensens als Plankton bezeichnet). 1832 machte er erste mikroskopische Untersuchungen. Die daraus 1846 entstandene wissenschaftliche Disziplin der Planktonforschung auf der damals britischen Insel Helgoland mündete mit einer Schule von faunistisch arbeitenden Meeresbiologen und deren Arbeit 1892 in der Gründung der Königlich Preußischen Biologischen Anstalt auf Helgoland, der heutigen Biologischen Anstalt Helgoland. Die von Müller verwendeten und weiterentwickelten Fanggeräte für Plankton waren entscheidende Hilfsmittel, die der Meeresforschung einen methodischen Paradigmenwechsel bescherten, wie später erst wieder das Flaschentauchen. Er ist der Erstbeschreiber der Radiolaria, einer Gruppe mariner Einzeller, die mikroskopisch kleine Skelettstrukturen aufweisen. Seine Beschreibung der Regelhaftigkeit des Skelettaufbaus der Untergruppe Acantharia wurde später als Müllersches Gesetz bekannt: „Man erhält daher […] für die Acanthometren mit 20 Stacheln dieselbe Formel, dass zwischen zwei stachellosen Polen 5 Gürtel von Stacheln stehen, jeder von 4 Stacheln, alle nach dem gemeinschaftlichen Centrum der ganzen Sphäre gerichtet, und dass die Stacheln jedes Gürtels mit dem vorhergehenden alterniren.“ Die im Plankton vorkommende Larvenform der Strudelwürmer wurde nach ihrer Entdeckung Müllersche Larve benannt.
1826 formulierte er das Gesetz der spezifischen Sinnesenergien, das ausdrückt, dass jedes Sinnesorgan auf Reize verschiedener Qualität nur in der ihm eigenen Weise reagiert. So reagiert das Auge auch auf Druck mit einer Lichtempfindung (Sternchen sehen). Hieraus zog er den Schluss, dass die uns umgebende objektive Realität nicht richtig erkannt oder widergespiegelt werden könne. Geradezu als Schlüsselwerk hierfür kann seine Synapta-Arbeit (1852) gelten, in der er die Entstehung von Schneckenlarven in einem Organ einer Seegurke als Generationswechsel (zwischen zwei Tierklassen!) deutet (statt als Parasitismus), womit ihm sein früher klar naturwissenschaftlich geprägtes Weltbild unhaltbar zu werden schien. In letzter Instanz stellte er damit die Erkennbarkeit der Welt generell in Frage. Der Philosoph Ludwig Feuerbach kritisierte dies als physiologischen Idealismus. In jüngerer Zeit erhielt der physiologische Idealismus wieder Auftrieb in den Arbeiten der Biologen Humberto Maturana und Francisco Varela (siehe Autopoiesis), die ihrerseits die zeitgenössische Philosophie und Soziologie stark beeinflussten (Konstruktivismus, Postmoderne, Systemtheorie).
Müller starb im Jahr vor dem Erscheinen des Hauptwerkes von Charles Darwin. Das Thema der Entstehung der Arten wurde aber auch schon vorher manchmal thematisiert; Müllers Antwort auf eine diesbezügliche Frage von Haeckel kennzeichnet eine damals verbreitete Einschätzung:
„Ja, da stehen wir vor lauter Rätseln! Vom Ursprung der Arten wissen wir gar nichts!“ (1854)
2024 erschien eine Mitschrift von Müllers Zoologie-Vorlesung aus dem Jahr 1851, das von dem Studenten und späteren Naturforscher und Arzt Ernst von Zeller angefertigt wurde. Die Mitschrift bezeugt die große Fachkenntnis Müllers und seine zeichnerische Begabung. Sie dokumentiert aber auch das Spannungsfeld zwischen empirischer Universalität, die Müller anstrebte, und seinem idealistischen Vitalismus, der mit einer Evolutionslehre nicht in Einklang zu bringen ist.
Zu den bekanntesten Schülern und wissenschaftlichen Mitarbeitern von Müller gehörten Ernst Wilhelm von Brücke, Carl Ludwig, Hermann von Helmholtz und Emil Du Bois-Reymond, welche alle aus Johannes Müllers anatomisch-physiologischen Institut hervorgingen, und als „physikalische Physiologen“ entschiedene Verfechter der Schule der organischen Physik waren. Sie betrachteten dabei die Physiologie ausschließlich auf dem Boden der exakten Naturwissenschaften und standen dabei im dezidierten Gegensatz zur sogenannten „romantischen Physiologie“ oder zu älteren vitalistischen Strömungen. Berühmt ist in diesem Zusammenhang die Äußerung von Du Bois-Reymond in einem Brief an Eduard Hallmann, in der es heißt: „Brücke und ich, wir haben uns verschworen, die Wahrheit geltend zu machen, daß im Organismus keine anderen Kräfte wirksam sind als die gemein physikalisch-chemischen.“
Zwei seiner Schüler Emil Du Bois-Reymond und Ernst Wilhelm von Brücke zählten am 14. Januar 1845 zu den Mitbegründern der 'Physikalischen Gesellschaft zu Berlin' (PGzB), aus welcher am 1. Januar 1899 die Deutsche Physikalische Gesellschaft hervorging.

## Erstbeschreibungen
- Ordnung: Ophiurida MÜLLER & TROSCHEL 1840

## Veröffentlichungen
- Handbuch der Physiologie, sein Hauptwerk „von epochaler Bedeutung“[10]
  - Band 1 (1833); 3. Auflage 1838[4]
  - Band 2 (1840)[5]

Neben diesem Werk veröffentlichte er unter anderem folgende Arbeiten:
- Zur Physiologie des Fötus[1]
- Zur vergleichenden Physiologie des Gesichtssinns (1826)
- Ueber die phantastischen Gesichtserscheinungen (1826)[3]
- Bildungsgeschichte der Genitalien (1830), in der er die Entwicklung des Müller-Gangs beschrieb[21]
- De glandularum secernentium structura penitiori (1830)
- Beiträge zur Anatomie und Naturgeschichte der Amphibien (1832)
- Vergleichende Anatomie der Myxinoiden (1834–1843)
- Ueber den feinern Bau und die Formen der krankhaften Geschwülste (Berlin 1838)[22]
- Über die Compensation der physischen Kräfte am menschlichen Stimmorgan (1839)[23]
- mit Franz Hermann Troschel: Über die Gattungen der Ophiuren. Archiv für Naturgeschichte, 6, Berlin 1840, S. 327–330
- Systematische Beschreibung der Plagiostomen (1841), mit Friedrich Gustav Jakob Henle
- mit Franz Hermann Troschel: System der Asteriden (1842)
- Horae ichthyologicae: Beschreibung und Abbildung neuer Fische, 2 T. (1845–1849), mit demselben
- Über Synapta digitata und über die Entstehung von Schnecken in Holothurien (1852).

Nach dem Tod von J. F. Meckel (1781–1833) gab er bis zu seinem Tod das Archiv für Anatomie, Physiologie und wissenschaftliche Medicin heraus, das dann meist als Müllers Archiv zitiert und von Emil Du Bois-Reymond weitergeführt wurde.

## Schüler
Zu seinen Schülern und Mitarbeitern gehörten:
- Ernst Wilhelm von Brücke (1819–1892), Physiologe, Mediziner, und Naturforscher
- Emil du Bois-Reymond (1818–1896), Physiologe und theoretischer Mediziner
- Ernst Haeckel (1834–1919), Mediziner, Zoologe, Philosoph, Zeichner und Freidenker
- Hermann von Helmholtz (1821–1894), Arzt, Physiologe und Physiker
- Friedrich Gustav Jakob Henle (1809–1885), Anatom und Pathologe
- Albert von Kölliker (1817–1905), schweizerisch-deutscher Anatom und Physiologe
- Wilhelm Peters (1815–1883), Naturforscher, Zoologe, Anatom und Entdecker
- Theodor Schwann (1810–1882), Anatom und Physiologe
- Rudolf Virchow (1821–1902), Arzt, Pathologe, Pathologischer Anatom, Anthropologe, Prähistoriker und Politiker
- Wilhelm Wundt (1832–1920), Physiologe, Psychologe und Philosoph

## Ehrungen
- 1894: Benennung der Johannes-Müller-Straße in der Südlichen Vorstadt von Koblenz
- 1899: Johannes-Müller-Denkmal in Koblenz
- 2015: Benennung des Johannes-Müller-Jahrganges 2015/2016 in Humanmedizin an der Rheinischen Friedrich-Wilhelms-Universität Bonn[24]
- 2021: Benennung des Müller-Semesters (Studienbeginn 2021/2022) in Humanmedizin an der Universität Duisburg-Essen[25]